# Ecstasy (Album)
Ecstasy ist das achtzehnte Solo-Studioalbum des amerikanischen Rockmusikers Lou Reed, das im April 2000 von Reprise Records veröffentlicht wurde. Produzent waren Reed und Hal Willner.
Es war Reeds letztes vollständiges Soloalbum, das nicht auf einer Zusammenarbeit basierte.

## Produktion
Zur Band des Vorgängeralbums Set the Twilight Reeling, neben Reed an der Gitarre und als Sänger wesentlich Fernando Saunders am Bass und Tony „Thunder“ Smith am Schlagzeug, kam für die Aufnahmen zu Ecstasy Mike Rathke an der Gitarre hinzu – passend zu Reeds Statement „You can’t beat 2 guitars, bass, drum“ von seinem Album New York, auf dem Rathke auch vertreten war. 

## Titelliste
Alle Titel wurden von Lou Reed geschrieben.
1. Paranoia Key of E 4:28
2. Mystic Child 5:02
3. Mad 4:29
4. Ecstasy 4:25
5. Modern Dance 4:09
6. Tatters 5:56
7. Future Farmers of America 3:01
8. Turning Time Around 4:22
9. White Prism 4:00
10. Rock Minuet 6:55
11. Baton Rouge 4:55
12. Like a Possum 18:03
13. Rouge 1:01
14. Big Sky 6:32

## Rezeption

### Rezensionen
Das Album erhielt mehrheitlich gute Bewertungen von Musikkritikern.
Mark Deming von AllMusic meinte, dass sogar Reeds eher uneinheitlichen Werke ein paar Songs enthalten würden, die man unbedingt in seiner Sammlung haben möchte – solange sie nicht von Opossums handeln.
Robert Christgau schrieb, es sei Reeds offenherzigste und gutmütigste Platte, die er je veröffentlicht habe.
David Hyland meinte für Soundbytes, dass es ein weiteres starkes Album sei, wenn auch unheimlicher und fieser.
PopMatters schrieb, dass dies die Art von schönem Album sei, von dem Reed wüsste, dass er es im Schlaf machen könne, es aber nur selten tue.
Dan Weiss meinte für den Rock and Roll Globe, dass das Album mit atmosphärischer Wucht rocke und all die Dinge sagen würde, die man von einem in die Rock and Roll Hall of Fame aufgenommenen Elder Statesman erwarten würde, wenn er über seine Schulter auf die bevorstehende Sterblichkeit blickt.

### Charts und Chartplatzierungen
| ChartsChartplatzierungen       | Höchstplatzierung | Wochen |
| ------------------------------ | ----------------- | ------ |
| Vereinigtes Königreich (OCC)   | 54 (1 Wo.)        | 1      |
| Vereinigte Staaten (Billboard) | 183 (1 Wo.)       | 1      |